# Żamojsk
Żamojsk (biał. Жамойск; ros. Жамойск) – wieś na Białorusi, w obwodzie witebskim, w rejonie dokszyckim, w sielsowiecie Biarozki. W 2009 roku liczyła 16 mieszkańców.